# Parmotrema wainii
Parmotrema wainii är en lavart som först beskrevs av A. L. Sm., och fick sitt nu gällande namn av Hale. Parmotrema wainii ingår i släktet Parmotrema och familjen Parmeliaceae.   Inga underarter finns listade i Catalogue of Life.